# Margó-díj (irodalom)
A Margó-díj egy magyar irodalmi díj, amit 2015-ben alapított a Margó Irodalmi Fesztivál a Könyvesblog szakmai együttműködésével. A Margó-díj magas szakmai presztízzsel bíró elismerés, a kortárs irodalmat és az olvasást népszerűsíti. A Margó-díj a legjobb első prózakötetes szerzőnek jár. A díj kiemelt támogatója Budapest Főváros Önkormányzata, az AEGON művészeti díj, a Bookline és a Balassi Intézet. A Margó-díj célja, hogy a shortlistesek és a díjazott minél nagyobb figyelmet kapjanak. A Margó-díj 500 ezer forintos pénzjutalommal jár, a Bookline teszi lehetővé, hogy a nyertes könyv minél több emberhez eljusson, vagyis kereskedelmi és médiatámogatást kap a kötet a karácsonyi időszakban a Bookline online és offline felületein, a Balassi Intézet próbafordítást készít a győztes könyvből, amit majd a külföldi könyvfesztiválokra visz magával, az AEGON művészeti díj győztese pedig mentorként segíti a szerzőt. A Margó-díj szakmai kuratóriumának tagjai: Gaborják Ádám, a József Attila Kör elnöke, Kollár Árpád, a Fiatal Írók Szövetsége elnöke, Péterfy Gergely, az AEGON művészeti díj aktuális győztese, valamint Valuska László. A díjat Nyoszoli Kinga tervezte Grosan Cristina logója alapján.

## A díj hitvallása
"A Margó-díj zsűrizése során új hangokat, bátor vállalkozásokat keresünk, olyan szerzőket, akik  íróilag még lehet, hogy nincsenek készen, de a szövegüket szerettük, és egy második könyvet is a kezünkbe vennénk tőlük. A nevezett címek között ugyanolyan feltétellel kell megmérettetnie magát az irodalomban évek óta rutinosan mozgó szerzőnek, és a fiatal, publikálás nélküli versenyzőnek. Érdekes módon a filmiparban ez máshogy működik: kisfilmekkel indulnak az alkotók, majd jön az első egész estés filmjük, de olyannal ritkán találkozni, hogy valaki 40 éves korában készíti első filmjét. A nevezettek között sok ilyen debütáns van, mégis meg kell találnunk egy közös szempontot, ezért elsősorban azt vesszük figyelembe, mit vállal az adott könyv, és ahhoz képest milyen eredményt ér el. Tehát alapvetően nem egymáshoz hasonlítjuk a szövegeket, hanem igyekszünk önmagukban értékelni. Az előzsűrizés során nem kész írókat keresünk, hanem olyan írókat, akik meglepnek minket, akikre érdemes felhívni a figyelmet, akiket később is szívesen olvasnánk, és akik mertek kockáztatni, hogy megvalósítsák az álmukat."

## 2015

### A tíz jelölt[6]
- Babiczky Tibor: Magas tenger, Magvető Könyvkiadó, 2014
- Bíró Zsófia: A boldog hentes felesége, Libri Kiadó, 2014
- Kollár-Klemencz László: Miért távolodnak a dolgok?, Magvető Könyvkiadó, 2015
- Láng Orsolya: Tejszobor, Erdélyi Híradó Kiadó, Fiatal Írók Szövetsége
- Mán-Várhegyi Réka: Boldogtalanság az Auróra-telepen, József Attila Kör, Prae.hu, 2014
- Papp-Zakor Ilka: Angyalvacsora, József Attila Kör, Prae.hu, 2015
- Péntek Orsolya: Az Andalúz lányai, Kalligram Könyvkiadó, 2014
- Sára Júlia: Mamiko nappalai, Noran Libro, 2014
- Sirbik Attila: St. Euphemia, Forum, Magvető Könyvkiadó, 2015
- Totth Benedek: Holtverseny, Magvető Könyvkiadó, 2014

### Shortlist[7]
- Babiczky Tibor: Magas tenger, Magvető Könyvkiadó, 2014
- Mán-Várhegyi Réka: Boldogtalanság az Auróra-telepen, József Attila Kör, Prae.hu, 2014
- Totth Benedek: Holtverseny, Magvető Könyvkiadó, 2014

### A díjazott[8]
- Totth Benedek: Holtverseny, Magvető Könyvkiadó, 2014

## 2016

### A tíz jelölt[9]
- Kántor Péter: Egy kötéltáncos feljegyzéseiből, Magvető, 2016
- Makai Máté: Koriolán dala, FISZ, 2016
- Menyhért Anna: Egy szabad nő - Erdős Renée regényes élete, General Press, 2016
- Mészáros Dorka: Én vagy senki, Tilos az Á Könyvek, 2016
- Michael Walden: Eshtar, Metropolis Média, 2016
- Milbacher Róbert: Szűz Mária jegyese, Magvető, 2016
- Molnár T. Eszter: Stand - up! Egy majdnem normális család, Tilos az Á Könyvek 2016
- Morsányi Bernadett: A sehányéves kisfiú és más (unalmas) történetek, Kalligram, 2015
- Ronil Caine: Lilian, Metropolis Média, 2016
- Schreiner Dénes: Mint kagylók, ha bezárulnak, L'Harmattan, 2016

### Shortlist[10]
- Makai Máté: Koriolán dala, FISZ, 2016
- Milbacher Róbert: Szűz Mária jegyese, Magvető, 2016
- Molnár T. Eszter: Stand - up! Egy majdnem normális család, Tilos az Á Könyvek 2016

### A díjazott[11]
- Milbacher Róbert: Szűz Mária jegyese, Magvető, 2016

## 2017

### A tíz jelölt[12]
- Gulyás Péter: A végtelen térségek örök hallgatása, Könyvmolyképző Kiadó Kft, 2016
- Gyurkovics Tamás: Mengele bőröndje / Joseph M. két halála, Kalligram, 2017
- Pető Péter: Leshatár, Kalligram, 2017
- Storno Milán: Földalatti nyár, NOW Books & Music, 2016
- Szabó Borbála: Nincsenapám, seanyám, Tilos az Á Könyvek, 2016
- Szerényi Szabolcs: Éhség, Fiatal Írók Szövetsége, 2017
- Szirmay Ágnes: Szerelemre castingolva, Tilos az Á Könyvek, 2016
- Szöllősi Mátyás: Váltóáram, Európa, 2016
- Tóth Kinga: Holdvilágképűek, Magvető, 2017
- Veres Attila: Odakint sötétebb, Agave Könyvek, 2017

### Shortlist[13]
- Gyurkovics Tamás: Mengele bőröndje / Joseph M. két halála, Kalligram, 2017
- Pető Péter: Leshatár, Kalligram, 2017
- Szöllősi Mátyás: Váltóáram, Európa, 2016

### A díjazott[14]
- Szöllősi Mátyás: Váltóáram, Európa, 2016

## 2018

### A tíz jelölt[15]
- Csepelyi Adrienn: Belemenés – Futball és egyéb társművészetek, Európa Könyvkiadó, 2018
- Csutak Gabi: Csendélet sárkánnyal, Prae.hu, 2017
- Donáth Mirjam: Mások álma, Athenaeum Kiadó, 2018
- Frank Márton: Páratlanok 1. – A világ peremén, Ciceró Könyvstúdió, 2017
- Fekete Judit: Az őrület határán – Kálmán Lili munkanélküli naplója, Könyvmolyképző Kiadó, 2017
- Hargitai Miklós: És bocsásd meg vétkeinket, Európa Könyvkiadó, 2018
- Juhász Tibor: Salgó blues, Scolar Kiadó, 2018
- Mécs Anna: Gyerekzár, Scolar Kiadó, 2017
- Mezei Márk: Utolsó szombat, Kalligram Könyvkiadó, 2018
- Zágoni Balázs: Fekete fény 1. – A Gömb, Móra Könyvkiadó, 2018

### Shortlist
- Csutak Gabi: Csendélet sárkánnyal, Prae.hu, 2017
- Juhász Tibor: Salgó blues, Scolar Kiadó, 2018
- Mécs Anna: Gyerekzár, Scolar Kiadó, 2017

### A díjazott[16]
- Mécs Anna: Gyerekzár, Scolar Kiadó, 2017

## 2019

### A tíz jelölt
- Fehér Boldizsár: Vak majom, Magvető Könyvkiadó, 2018
- Forgács Péter: Szuperhold, Madách Egyesület, 2018
- Jassó Judit: Kaszt, FISZ, 2019
- Mesterházy Balázs: Gesztenye placc, Pesti Kalligram, 2018
- Moesko Péter: Megyünk haza, MŰÚT, 2019
- Mucha Dorka: Puncs, 21. Század Kiadó, 2019
- Nemes Péter: Amerigo, Európa Könyvkiadó, 2019
- Novics János: Hózentróger, Napkút Kiadó, 2019
- Pungor András: A hetedik nap a papáé, Scolar Kiadó, 2019
- Vass Norbert: Indiáncseresznye, FISZ – Apokrif Könyvek, 2019

### Shortlist
- Fehér Boldizsár: Vak majom, Magvető Könyvkiadó, 2018
- Moesko Péter: Megyünk haza, MŰÚT, 2019
- Mucha Dorka Puncs, 21. Század Kiadó, 2019

### A díjazott
- Fehér Boldizsár: Vak majom, Magvető Könyvkiadó, 2018

## 2020

### A tíz jelölt
- Babarczy Eszter: A mérgezett nő, Jelenkor, 2020
- Czakó Zsófia: Nagypénteken nem illik kertészkedni, Scolar Kiadó, 2020
- Gáspár-Singer Anna: Valami kék, Kalligram, 2019
- Halmai Róbert: Nagyapám, Napkút, 2019
- Harag Anita: Évszakhoz képest hűvösebb, Magvető Könyvkiadó, 2019
- Hegyi Ede: A senki, Napkút, 2019
- Nagy Gerzson: Délután apámmal, Kalligram, 2020
- Nyáry Luca: Vigyázat, törékeny!, Menő Könyvek, 2019
- Szelle Ákos: Sebek a falon, Animus, 2019
- Zsembery Péter: Vigyázz, kész, Scolar Kiadó, 2020

### Shortlist
- Babarczy Eszter: A mérgezett nő, Jelenkor, 2020
- Harag Anita: Évszakhoz képest hűvösebb, Magvető, 2019
- Hegyi Ede]]: A senki, Napkút, 2019

### A díjazott
- Harag Anita: Évszakhoz képest hűvösebb, Magvető, 2019

## 2021

### A tíz jelölt
- Bakos Gyöngyi: Nyolcszáz utca gyalog, Magvető, 2020
- Balássy Fanni: Hol is kezdjem, Pozsonyi Pagony, 2020
- Böszörményi Márton: Meixner Józsefné apoteózisa, Napkút, 2020
- Gazda Albert: Leningrád, Cser Kiadó, 2021
- Gurubi Ágnes: Szív utca, Pesti Kalligram, 2020
- Halász Rita: Mély levegő, Jelenkor, 2021
- Murinai Angéla: Mikor feltámad a szél Libri, 2021
- Puskás Panni: A rezervátum visszafoglalása, Magvető, 2021
- Szarka Károly: Az én hibám, Noran Libro, 2021
- Szűcs Péter: Dharma, Libri, 2021

### Shortlist
- Gazda Albert: Leningrád, Cser Kiadó, 2021
- Gurubi Ágnes: Szív utca, Pesti Kalligram, 2020
- Halász Rita: Mély levegő, Jelenkor, 2021

### A díjazott
- Halász Rita: Mély levegő, Jelenkor, 2021[17]

## 2022

### A tíz jelölt
- Bognár Péter: Hajózni kell, élni nem kell, Magvető, 2022
- Borda Réka: Égig érő csalán, Scolar, 2022
- Haász János: Apám óriás lesz, 21. Század Kiadó, 2022
- Havas Juli: Nincs hold, ha nem nézed, Kalligram, 2021
- Konrád József: A behajtó Magvető, 2021
- Lichter Péter: Kubrick-akció,  Scolar, 2021
- Nagy Hajnal Csilla: Hét, Scolar, 2021
- Németh Róbert: Nem vagyok itt,  Noran Libro, 2021
- Szemethy Orsi: A sikoltó, Magvető, 2022
- Vonnák Diána: Látlak, Jelenkor, 2021

### Shortlist
- Bognár Péter: Hajózni kell, élni nem kell, Magvető, 2022
- Borda Réka: Égig érő csalán, Scolar, 2022
- Vonnák Diána: Látlak, Jelenkor, 2021

### A díjazott
- Vonnák Diána: Látlak, Jelenkor, 2021

## 2023

### A tíz jelölt
- Aradi Péter: A csend, amire vágytál, Kalligram
- Bánhidi Lilla: Sorsod Borsod Prae Kiadó, 2023
- Gaál-Nyeste Katalin: Bőr - A testünk nem alku tárgya, Parnasszus, 2023
- Gleb Anitta: Pálok, Szépirodalmi Figyelő Alapítvány, 2023
- Iglódi Csaba: Dreher-szimfónia, Athenaeum, 2023
- K. Varga Bence: Repedések könyve, Fiatal Írók Szövetsége, 2022
- Kecöli K. Gergő: Könnyű álmok utcája, Kalligram, 2022
- Szűcs Ádám: A játék neve: Budapest, Lampion Könyvek, 2023
- Török Ábel: A gonosz erdő meséi, Animus, 2022
- Visky András: Kitelepítés, Jelenkor, 2022

### Shortlist
- Bánhidi Lilla: Sorsod Borsod, Prae Kiadó, 2023
- K. Varga Bence: Repedések könyve, Fiatal Írók Szövetsége, 2022
- Visky András: Kitelepítés, Jelenkor, 2022

### A díjazott
- Visky András: Kitelepítés, Jelenkor, 2022

### Margó x Erste #higgymagadban különdíj
- Szűcs Ádám: A játék neve: Budapest, Lampion Könyvek, 2023[18]

## 2024

### A tíz jelölt
- Biró Zsombor Aurél: Visszatérő álmom, hogy apám vállán ébredek, Kalligram, 2024
- Görcsi Péter: Várni a 29-esre, Jelenkor, 2024
- Gubis Éva: Más halak, Kalligram, 2023
- Gyuricza Gergely: Szabadesés, Figura, 2024
- Ivánovics Beatrix: Suttognak a nornák, felörlődik a föld, Napkút, 2024
- Kemény Lili: Nem, Su\curesale Kiadó, 2024
- Kovács Dominik és Kovács Viktor: Lesz majd minden. Európa, 2024
- Marton Krisztián: Bőgőmasina, Leányvállalat, 2023.
- Tankó Andrea: A ránc gyermekei, Holnap Kulturális Egyesület, 2024
- Weber Kristóf: Keringő, PRAE, 2023

### A díjazott
- Kemény Lili: Nem, Su\curesale Kiadó, 2024[19]